# Rachid Sidibé
Rachid Sidibé, (* 2. prosince 1990) je burkinský zápasník–judista. Na mezinárodní scéně se poprvé objevil v roce 2016 na africkém mistrovství a po sedmém místě se na něho usmálo štěstí v podobě africké kontinentální kvóty pro účast na olympijských hrách v Riu, kde vypadl v prvním kole. Během zahajovacího ceremoniálu olympijských her v Riu byl vlajkonošem výpravy.